# Terry Gordy
Terry "Bam Bam" Gordy (23 de Abril de 1961 - 16 de Julho de 2001) foi um lutador de wrestling profissional estadunidense, o qual foi muito famoso nos Estados Unidos por ser um membro da Fabulous Freebirds, junto com Michael Hayes e Buddy Roberts.

## Carreira
Gordy entrou no wrestling em 1978, com a idade de 16 anos, como Terry Mecca. Já em 1979, ele iniciou um tag team com Michael Hayes, chamado de Fabulous Freebirds. Buddy Roberts entrou no grupo anos depois.
Em 1982, entraram na World Class Championship Wrestling, onde tiveram uma feud com Von Erichs. O grupo conquistou muitos títulos de tag team na National Wrestling Alliance.
Tiveram uma breve passagem pela World Wrestling Federation. Assinaram contrato com a Universal Wrestling Federation, onde Gordy venceu o principal título e perdeu-o 6 meses depois.
Iniciou então, um tag team com "Dr. Death" Steve Williams, onde obtiveram 5 títulos de duplas na All Japan Pro Wrestling. Acabou tendo uma overdose em 1993, retornando alguns anos depois.
Gordy e Williams foram para a World Championship Wrestling onde conquistaram rapidamente o Título Mundial de Duplas, mas perderam para os Steiner Brothers (Rick e Scott).
Após, continuou o seu trabalho no Japão, principalmente na New Japan Pro Wrestling, onde participava de muitas deathmatches. Ele teve uma breve passagem pela World Wrestling Federation como The Executioner em 1996. Formou time com Mankind e teve como manager Paul Bearer e se envolveu em feuds com The Undertaker.
Lutava com máscara e depois fez uma plástica. Fez a sua estréia em PPV's no In Your House, mais precisamente no Buried Alive. Perdeu para Undertaker no Armageddon 1996. Após essa luta, Gordy saiu da WWF.

## Morte
Gordy morreu após sofrer um ataque no coração em 16 de Julho de 2001, após um coágulo sanguíneo. Seu filho, Ray atuava na WWE como Slam Master J.

## Títulos e prêmios
- All Japan Pro Wrestling
  - AJPW Triple Crown Heavyweight Championship (2 vezes)
  - AJPW Unified World Tag Team Championship (7 vezes) - com Stan Hansen (2) e Steve Williams (5)
  - World's Strongest Tag Team League (1990, 1991) – com Steve Williams

- Georgia Championship Wrestling
  - NWA Georgia Tag Team Championship (1 vez) - com Michael Hayes
  - NWA National Tag Team Championship (4 vezes) - com Michael Hayes(3, Primeiro) e Jimmy Snuka (1)

- Global Wrestling Federation
  - GWF Tag Team Championship (1 vez) - com Jimmy Garvin

- Universal Wrestling Federation
  - Mid-South Louisiana Championship (1 vez)
  - Mid-South Mississipi Heavyweight Championship (1 vez)
  - Mid-South Tag Team Championship (2 vezes) - com Michael Hayes (1) e Buddy Roberts (1)
  - UWF World Heavyweight Championship (1 vez, Primeiro)

- NWA Mid-America
  - NWA Mid-America Tag Team Championship (2 vezes) - com Michael Hayes

- Southeastern Championship Wrestling
  - NWA Alabama Heavyweight Championship (1 vez)
  - NWA Southeastern Heavyweight Championship (Northern Division) (1 vez)

- Smoky Mountain Wrestling
  - SMW Heavyweight Championship (1 vez)

- World Championship Wrestling
  - WCW World Tag Team Championship (1 vez) - com Steve Williams

- World Class Championship Wrestling
  - NWA American Heavyweight Championship (1 vez)
  - NWA American Tag Team Championship (1 vez) - com Michael Hayes
  - NWA Texas Brass Knuckles Championship (1 vez)
  - NWA World Six-Man Tag Team Championship - Versão do Texas (6 vezes) - com Michael Hayes & Buddy Roberts (5, Primeiro e Último) e Iceman Parsons & Buddy Roberts
  - WCWA World Six-Man Tag Team Championship (1 vez) - com Michael Hayes & Buddy Roberts (Primeiro)

- WWE
  - WWE Hall of Fame (Classe de 2016) – com The Fabulous Freebirds (Michael Hayes, Buddy "Jack" Roberts e Jimmy "Jam" Garvin)

- Pro Wrestling Illustrated
  - PWI Tag Team do Ano (1981) - com Michael Hayes
  - PWI Tag Team do Ano (1982) - com Steve Williams
  - PWI Mais Improvável Wrestler do Ano (1986)

## Ligações Externas
- Perfil no Online World of Wrestling